# Jevgenyij Germanovics Vodolazkin
Jevgenyij Germanovics Vodolazkin (oroszul: Евгений Германович Водолазкин, Kijev, 1964. február 21. –) kortárs orosz író, irodalomtörténész, bölcsészdoktor.

## Életpályája
A kijevi állami egyetem bölcsészkarának orosz nyelv szakán szerzett diplomát 1986-ban. Georgios Monachos 9. századi bizánci szerzetes krónikájáról írt kandidátusi disszertációját 1990-ben védte meg, majd az Oroszországi Tudományos Akadémia Irodalmi Intézetében az óorosz irodalom osztálya munkatársa lett. 1992-ben egy évig ösztöndíjjal a Müncheni Egyetemen középkori témákkal foglalkozott, évekkel később a Humboldt Alapítvány ösztöndíjasaként német könyvtárakban végzett kutatómunkát. 2000-ben védte meg doktori disszertációját (címe magyarul: „Világtörténet az ókori Oroszország irodalmában”), mely könyvalakban is megjelent (München, 2000). Irodalomtudományos munkássága mellett számos publicisztikai és ismeretterjesztő jellegű munkája ismert. 
Szépirodalmi művekkel a 2000-es években jelentkezett. 2012-ben megjelent Лавр (magyarul Laurosz) című regénye elnyerte a tekintélyes Nagy Könyv díjat (2013), és miután számos nyelvre lefordították, a nemzetközi elismerést is.
Kutatási területe: az ókori Oroszország irodalma, az irodalom előtti, hagiográfiai formák: a szentek élete, kronográfok. Tanulmányai jelentek meg többek között az intézet tudományos folyóiratában és a Russzkaja Lityeratura című folyóiratban, részt vett az ötkötetes „Igor-ének enciklopédiája” (1995) kiadásának előkészítésében. 2012-től főszerkesztője lett a Tyekszt i tragyicija (Szöveg és Hagyomány) című almanachnak. 
Felesége (1989 óta), Tatyjana Robertovna Rugyi szintén irodalomtörténész.

## Könyvei
(Válogatás)
- Дмитрий Лихачев и его эпоха (2002) emlékek, esszék
- Похищение Европы (2005)
- Соловьев и Ларионов (2009) regény
- Часть суши, окруженная небом: Соловецкие тексты и образы (2011)

A Szovlovecki-kolostorban a 15–20. században élt szerzetesek és foglyok visszaemlékezéseinek szövegeiből összeállított, gazdagon illusztrált album
- Инструмент языка. О людях и словах (2012) esszék
- Лавр. Неисторический роман (2012). Nagy Könyv díj, 2013

Magyarul: Laurosz Európa, 2015, ford. Pálfalvi Lajos
- Русские дети: 48 рассказов о детях (2013)
- Русские женщины: 47 рассказов о женщинах (2014)
- Дом и остров, или Инструмент языка (2014) (esszék és visszaemlékezések gyűjteménye a tudomány embereiről)
- Петербургские драмы (2015) drámák
- Россия–Италия: Литературные путешествия (2016)
- Авиатор (2016)
- Брисбен (2019) regény

Magyarul: Brisbanem Helikon, 2019, ford. Pálfalvi Lajos
- Сестра четырёх: пьесы (2020) színművek
- Оправдание Острова (2021) regény. Beválogatták a Nagy Könyv díj 2021. évi döntős „rövid listá”-ba.

### Magyarul
- Laurosz. Nem történelmi regény; ford. Pálfalvi Lajos; Európa, Bp., 2015
- Brisbane; ford. Pálfalvi Lajos; Helikon, Bp., 2019
- A Sziget krónikája; ford. Pálfalvi Lajos; Helikon, Bp., 2025[3]